# May Allison
Pour les articles homonymes, voir Allison.
May Allison  née le 14 juin 1890 et morte le 27 mars 1989, est une actrice américaine, dont les succès remontent à la période du cinéma muet.

## Biographie

May Allison actionne une caméra Bell & Howell 2709.

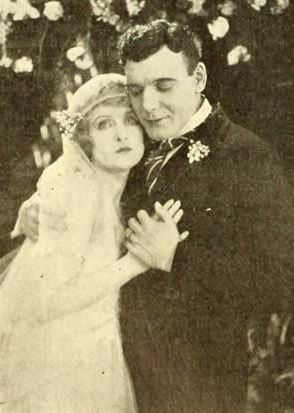
May Allison et Ben F. Wilson dans Castles in the Air (1919).

Née à Rising Fawn dans le comté de Dade en Géorgie, elle est la plus jeune d'une famille de cinq enfants. Elle fait ses débuts à Broadway en 1914 dans la pièce Apartment 12-K, avant de s'installer à Hollywood, où elle tourne un rôle d'ingénue dans Embrasse-moi, idiot (A Fool There Was) de Frank Powell. Elle incarne à l'écran avec succès un duo romantique avec l'acteur Harold Lockwood, mais celui-ci meurt de la grippe espagnole en 1918.
En 1920 elle se marie avec l'acteur Robert Ellis, avant de divorcer en 1923. Elle se remarie avec l'éditeur James R. Quirk, mariage qui dure jusqu'en 1932. Son troisième mariage avec Carl Norton Osborne dure jusqu'en 1982. Elle meurt d'insuffisance respiratoire en 1989.

## Filmographie

### Cinéma
- 1915 : Embrasse-moi, idiot de Frank Powell : The Wife's Sister
- 1915 : David Harum d'Allan Dwan : Mary Blake
- 1915 : The Buzzard's Shadow : Alice Corbett
- 1915 : The End of the Road : Grace Wilson
- 1915 : The Governor's Lady (en) de George Melford : Katherine Strickland
- 1915 : The House of a Thousand Scandals de Tom Ricketts : Martha Hobbs
- 1915 : The Secretary of Frivolous Affairs : Loulie
- 1916 : Big Tremaine : Isobel Malvern
- 1916 : L'île Pidgin : Diana Wynne
- 1916 : Le Pirate du Saint-Laurent (The River of Romance) de Henry Otto : Rosalind Chalmers
- 1916 : Life's Blind Alley : Helen Keating
- 1916 : Monsieur 44 : Sadie Hicks
- 1916 : The Come-Back : Patta Heberton
- 1916 : The Masked Rider de Fred J. Balshofer : Jill Jamison
- 1916 : The Other Side of the Door : Ellie Fenwick
- 1917 : Le coureur de dots : Ethel Manton
- 1917 : The Hidden Children : Lois de Contrecœur
- 1918 : A Successful Adventure : Virginia Houston
- 1918 : Her Inspiration : Kate Kendall
- 1918 : The Return of Mary (en) de Wilfred Lucas : Mary
- 1918 : The Testing of Mildred Vane : Mildred Vane
- 1918 : The Winning of Beatrice : Beatrice Buckley
- 1918 : Une infamie (Social Hypocrites) d'Albert Capellani : Leonore Fielding
- 1919 : Fair and Warmer : Blanny Wheeler
- 1919 : Jeune fille à louer : Helen Corning
- 1919 : L'Affaire Buckley (Almost Married) de Charles Swickard : Adrienne Le Blanc
- 1919 : L'Enlèvement de Miss Maud (The Island of Intrigue) de Henry Otto : Maida Waring
- 1919 : La Lumière du monde : Peggy Ensloe
- 1919 : La nouvelle adepte : Fortuna Donnelly
- 1919 : Un cœur fidèle (The Uplifters) de Herbert Blaché : Hortense Troutt
- 1919 : Castles in the air
- 1920 : Are All Men Alike? de Phil Rosen : Teddy Hayden
- 1920 : Held in Trust de John Ince : Mary Manchester
- 1920 : The Cheater : Lilly Meany, aka Vashti Dethic
- 1920 : Vive la liberté (The Walk-Offs) de Herbert Blaché : Kathleen Rutherford
- 1921 : Big Game de Dallas M. Fitzgerald : Eleanor Winthrop
- 1921 : Extravagance : Nancy Vane
- 1921 : The Last Card : Elsie Kirkwood
- 1921 : The Marriage of William Ashe : Lady Kitty Bristol
- 1922 :  The Woman Who Fooled Herself (en) de Charles Logue : Eva Lee
- 1923 : The Broad Road : Mary Ellen Haley
- 1924 : Flapper Wives : Claudia Bigelow
- 1924 : Youth for Sale : Molly Malloy
- 1925 : I Want My Man : Lael
- 1925 : Wreckage : Rene
- 1926 : Gueules Noires : Clare Pitt
- 1926 : The Greater Glory (en) : Corinne
- 1926 : Mismates (en) : Belle
- 1926 : The City de Roy William Neill : Elinor Voorhees
- 1927 : The Telephone Girl : Grace Robinson
- 1927 : Her Indiscretion
- 1927 : One Increasing Purpose : Linda Travers Paris

### Courts-métrages
- 1915 : Pardoned
- 1915 : The Great Question
- 1915 : The Tragic Circle
- 1916 : Lillo of the Sulu Seas (en)
- 1916 : The Broken Cross
- 1916 : The Gamble
- 1916 : The Man in the Sombrero
- 1916 : The Secret Wire